# Dita Táborská
Dita Táborská (* 22. března 1981) je česká spisovatelka.

## Život a dílo
Vystudovala anglistiku a amerikanistiku na Filozofické fakultě Univerzity Karlovy v Praze. Pracovala pro Českou televizi, Český rozhlas či izraelské velvyslanectví. Od roku 2009 pracovala pro ministerstvo zahraničí.
V roce 2017 jí vyšel debutový román Malinka o adoptované dívce Malce.

## Dílo
- Malinka, 2017
- Běsa, 2018
- Černé jazyky, 2021